# Arnau Amalric
Arnau Amalric (Occitània o Catalunya, s. XII - abadia de Fontfreda, 1225) fou un monjo cistercenc, abat de Poblet (1196-1198), posteriorment abat de Citeaux (1200-1212), nunci papal i inquisidor durant la Croada albigesa, arquebisbe de Narbona (1212-1225) i abat general de l'orde del Cister (1221-1225). És esmentat com a beat en alguns santorals catòlics.

## Orígens
La procedència de la família Arnau Amalric (o Arnaud Amalric, Arnaud Amaury o Arnaldus Amalric) ha estat font de debat. D'aquesta manera, es poden trobar referències a la seva suposada catalanitat o occitanitat.
Sigui com sigui, un dels primers fets de la vida d'Amalric que es coneix és que era monjo cistercenc i que va ser nomenat abat del monestir de Santa Maria de Poblet (Conca de Barberà) el 1196. Després fou abat de Grandselve i de Cîteaux.

## La croada albigesa
El 1204, el papa Innocenci III el nomenà legat pontifici per tal d'acabar amb l'heretgia càtara. En un primer moment, Amalric va demanar als monjos cistercencs del Llenguadoc que prediquessin l'Evangeli i donà suport a la missió de Pere de Castellnou, però després va encapçalar, juntament amb Simó de Montfort, els croats que assolaren Occitània i eliminaren l'heretgia albigesa.
Durant el setge de Besiers, el juliol de 1209, va demanar als catòlics que sortissin, així com la rendició dels càtars, peticions que ambdós col·lectius van refusar. Conta la llegenda negra que, quan la ciutat va caure, les seves tropes li van preguntar com distingien a catòlics i a càtars, i ell respongué: 
Mateu-los a tots, Déu reconeixerà els seus!
Aleshores la ciutat fou saquejada i hi moriren entre 7.000 i 20.000 persones, segons les fonts.
També encapçalà les campanyes contra Carcassona i Lavaur. Obtingué del papa l'excomunió de Ramon VI de Tolosa el 1211 i la deposició o dimissió d'alguns bisbes, entre els quals Berenguer de Narbona.

## Arquebisbe
El 1212 fou nomenat arquebisbe de Narbona i s'enfrontà a Montfort, duc de Narbona, pel domini de la ciutat fins al punt que Amalric excomunicà el seu adversari. Amalric va viatjar fins a la península Ibèrica, on participà en la batalla de Las Navas de Tolosa (16 de juliol de 1212) contra els musulmans, juntament amb cent cavallers narbonesos més.
Fou acusat d'excessos, però tenia fama d'integritat i zel apostòlic. El mateix Innocenci III li envià un llibre de sermons seus com a homenatge a la seva tasca. També assistí al concili IV del Laterà, organitzat per Innocenci III (1215) i que marcaria l'apogeu de l'autoritat política i religiosa del papat. Poc temps després, el 1221, Amalric fou ordenat abat general de l'orde del Cister.
Arnau Amalric va morir a l'abadia de Fontfreda el 26 de setembre de 1225. Les seves restes descansen al primer monestir de l'orde, el monestir de Cîteaux.
Els menologis d'Henríquez i de Bucelino l'inclouen amb el títol de beat el 30 de juliol, la qual cosa indicaria un culte local, avui desaparegut.